# 奥氷川神社
奥氷川神社（おくひかわじんじゃ）は、東京都西多摩郡奥多摩町にある神社。
氷川神社と中氷川神社とともに「武蔵三氷川」と呼ばれ、一直線に並んで本社・中社・奥社の関係になっているとも言われる。多摩川と日原川の合流点に位置する。

## 祭神
スサノオ（素戔嗚尊）、クシナダヒメ（奇稲田姫命）を祀る。

## 歴史
- 日本武尊が東征の折に祀った社を起源とし、貞観2年（860年）无邪志国造の出雲族が「奥氷川大明神」として再興したと伝えられる。
- 明治2年（1986年）奥氷川神社へ改称する。
- 昭和19年（1944年）に開通した青梅線の駅は、当社に因み「氷川駅」と命名された。（現：奥多摩駅）[要出典]

## 社殿・境内
- 本殿：神明造

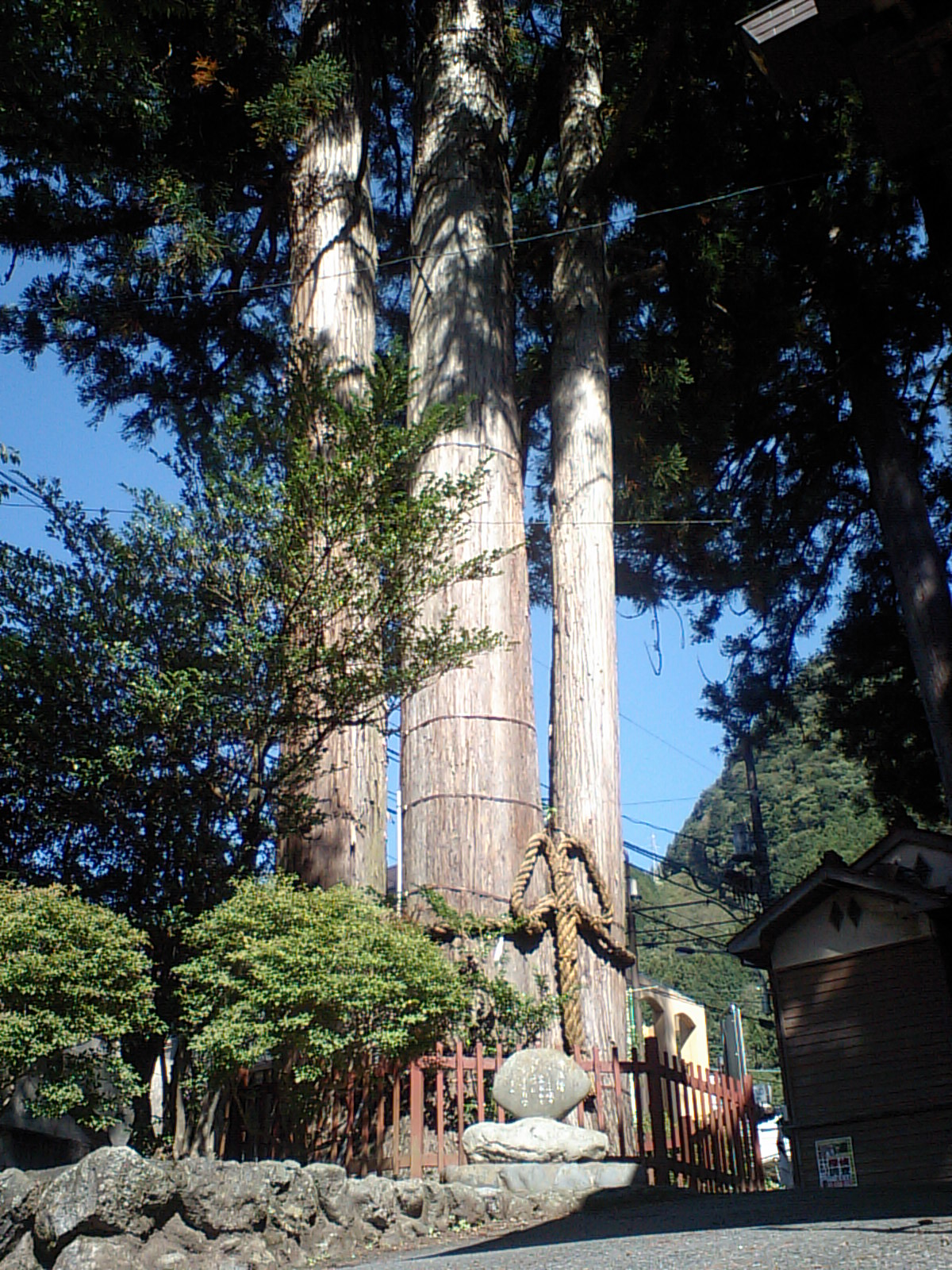
都指定天然記念物、氷川三本スギ

- 天満宮：大麻止乃豆天神（おおまとのつのてんじん）の社号を持つ。
- 氷川三本杉：根元近くから三本に分岐している珍しい杉で、鎌倉時代に植えられたという伝説がある神木。都内最大の杉で2011年現在、樹高約43メートル。、東京都天然記念物（1926年4月指定）。

## 祭事・年中行事
- 例祭：8月10日に獅子舞や神輿が行われる。近年は8月第2土曜日・日曜日に変更されている。
- 流鏑馬神事：1月3日に行われていたが、近年は1月最終土曜日・日曜日に変更されている。神事の前に、御酒御供の祭事が行われる。

## 所在地・交通
東京都西多摩郡奥多摩町氷川178
- JR青梅線奥多摩駅下車、徒歩3分（青梅街道「奥多摩駅入口」交差点脇）